# Order „Przyjaźń” (Azerbejdżan)
Order „Przyjaźń” (azer. "Dostluq" ordeni) – odznaczenie państwowe Republiki Azerbejdżanu, ustanowione 16 lutego 2007 roku Ustawą № 248-IIIГ „O ustanowieniu Orderów »Honor« i »Przyjaźń«”.

## Statut orderu
Order „Przyjaźń” nadawany jest obywatelom Republiki Azerbejdżanu, obcokrajowcom i bezpaństwowcom:
- za szczególne zasługi w rozwoju przyjaznych więzi gospodarczych i kulturalnych między Republiką Azerbejdżanu a innym państwem,
- za szczególny wkład w umacnianie przyjaźni między narodami,
- za wielkie zasługi w budowaniu konstruktywnych relacji między cywilizacjami i nawiązywaniu dialogu między kulturami,
- za wybitne zasługi dla ustanowienia pokoju i stabilności między krajami, regionami i na całym świecie.

## Opis orderu
Order jest wykonany ze złota i ma postać ośmioramiennej gwiazdy z ostrymi końcami. Na środku awersu znajduje się złota płaskorzeźba przedstawiająca skrzydła ptaka, pomiędzy którymi widnieje wizerunek Ziemi wykonany z błyszczącej platyny. Odznaka zawieszona jest na wstążce w kolorach flagi Azerbejdżanu. Rewers orderu jest gładki, pośrodku wygrawerowany jest numer odznaczenia.
Order występuje w trzech równorzędnych formach:
- do zawieszenia na szyi: wstęga w barwach flagi Azerbejdżanu i szerokości 23 i order o wymiarach 50 x 50 mm.
- do noszenia na piersi: wstążka w barwach flagi Azerbejdżanu o wymiarach 21 x 50 mm i order o wymiarach 35 x 35 mm.
- baretka w kolorach flagi Azerbejdżanu o wymiarach 1 x 15 mm[2].